# Francesco Antonio Attaffi
Francesco Antonio Attaffi (* 24. Oktober 1706 in Stignano; † 4. März 1784 in Nicotera) war ein italienischer Geistlicher und Bischof von Nicotera in Kalabrien.

## Leben und kirchliche Laufbahn
Francesco Antonio Attaffi wurde am 24. Oktober 1706 als Sohn des Paolo Attaffi und der Laura geb. Vitale in Stignano (Kalabrien) geboren und am Tag nach der Geburt getauft. 1726 schloss er sein Studium in utroque (beiderlei Rechts) ab. Am 17. Dezember 1729 wurde er zum Priester geweiht. Am 10. Mai 1730 schloss er auch sein Theologiestudium ab.
Bald darauf wurde er zum Archidiakon des Domkapitels von Squillace ernannt. Am 8. September 1733 wechselte er in das Amt eines Generalvikars im Bistum Alatri. Am 3. März 1742 übernahm er das Generalvikariat des Bistums Capaccio und nur wenig später das Generalvikariat des Bistums Aversa. Am 5. Juli 1749 wurde er Generalvikar von Antonio Bruzio, dem Bischof von Marsi. Am 31. Juli 1761 wechselte er in das Generalvikariat des Bistums Minori. In einer weiteren Station wurde er am 1. April 1767 Generalvikar von Michele di Tarsia, dem Bischof von Conversano und schließlich am 23. Mai 1768 Generalvikar im Bistum Sora.
Am 23. Mai 1777 wurde er dann von Papst Pius VI. zum Bischof von Nicotera ernannt. Die Bischofsweihe empfing er am 24. Juni durch Francesco Saverio Kardinal De Zelada. Die Co-Konsekratoren waren Titularerzbischof Orazio Mattei von Colossae und Titularerzbischof Girolamo Volpi von Neocaesarea in Ponto.
Eine seiner ersten Amtshandlungen war eine Visitation seiner Diözese und das Abstellen von Missbräuchen. Er richtete das Priesterseminar wieder ein und gründete die Kongregation der Agonia di S. Giuseppe, deren Präfekt (Vorsteher) er bis zu seinem Tod war. Er musste noch das schreckliche Erdbeben vom 5. Februar 1783 erleben, das die Stadt und Diözese Nicotera verwüstete. Francesco Antonio Attaffi starb am 4. März 1784 und wurde in der stark beschädigten Kathedrale von Nicotera bestattet.